# Jean Roque de Filhol
Jean Roque (ou Roques) est un militant républicain et homme politique français né le 11 avril 1824 à Fillol, lieu-dit de Sainte-Colombe (Gironde) et mort le 10 septembre 1889 à Puteaux (Seine).

## Biographie
Il ajoute le nom de son hameau de naissance pour se distinguer de ses homonymes. Il s'ajoute également un deuxième prénom : Théoxène. Il s'appelle alors Jean-Théoxène Roque de Fillol. 
Républicain, il s'oppose au coup d’État du 2 décembre 1851. Maire de Puteaux en janvier 1871, il est accusé de soutenir la Commune de Paris et est condamné aux travaux forcés à perpétuité en Nouvelle-Calédonie en dépit du soutien de son conseil municipal. Rentré en France en 1879 au moment de l'amnistie, il est député de la Seine de 1881 à 1889, siégeant à l'extrême gauche, avec les radicaux intransigeants. 
Il est enterré au cimetière ancien de Puteaux (Hauts-de-Seine).